# Chojna
Chojna [ˈxɔɪ̯na] (deutsch Königsberg in der Neumark) ist eine Kleinstadt und Sitz der Gmina Chojna im Powiat Gryfiński der polnischen Woiwodschaft Westpommern.

## Geographische Lage

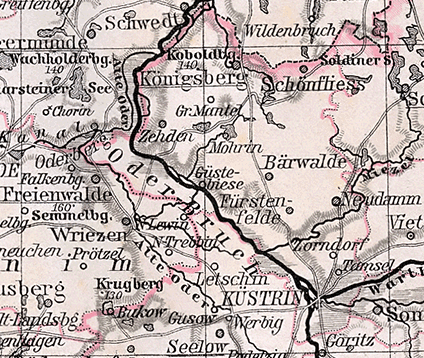
Königsberg Nm. nördlich des Oderbruchs auf einer Landkarte von 1905

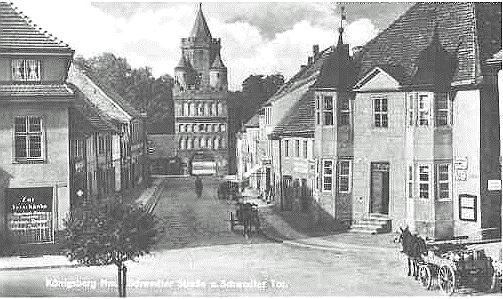
Königsberg/Neumark um 1900

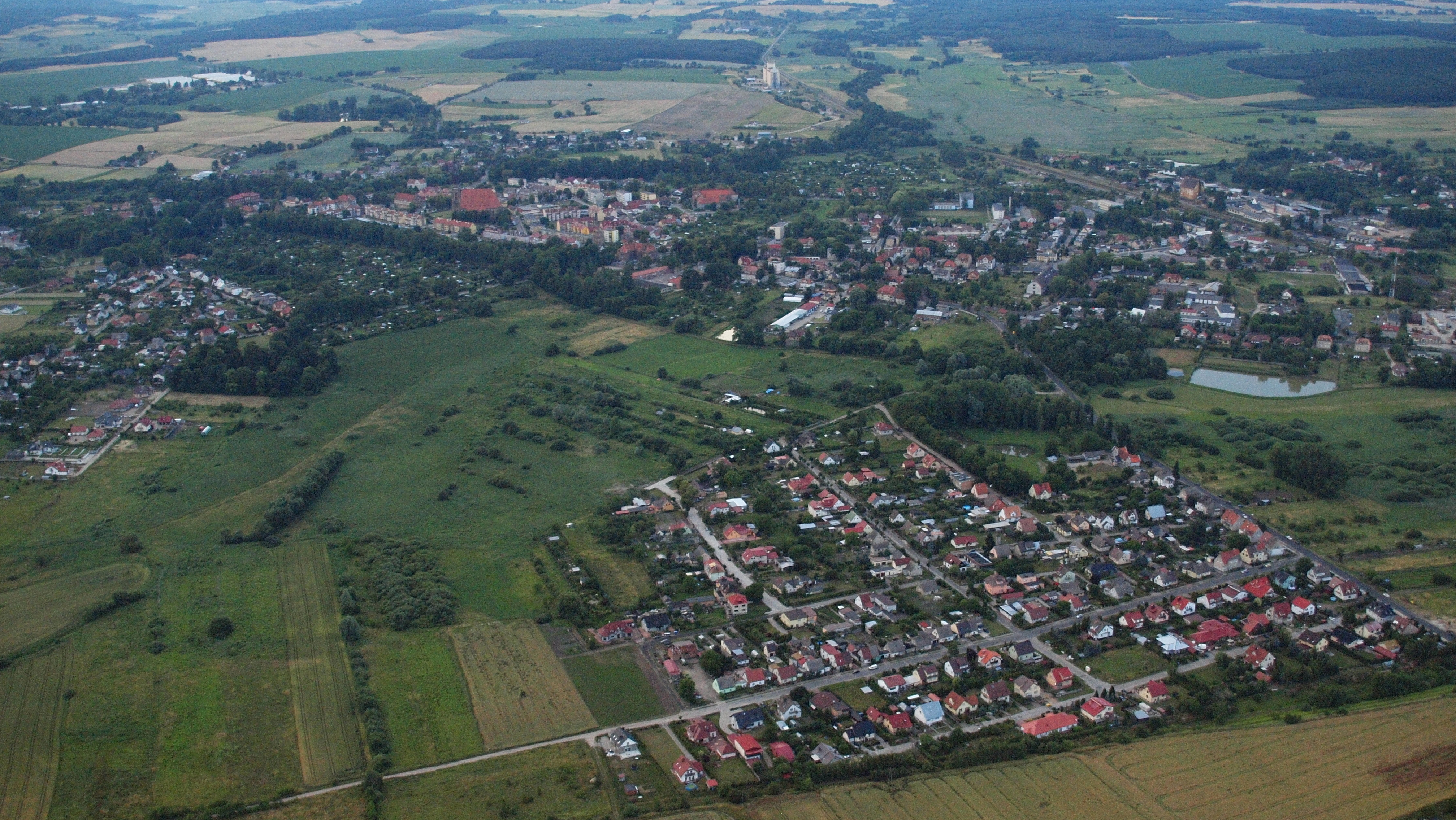
Luftaufnahme der Stadt 2015

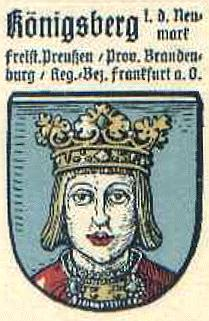
Altes Stadtwappen

Die Stadt liegt ca. 16 Kilometer nordöstlich von Cedynia und etwa 60 km südlich von Stettin in der historischen Landschaft Neumark. Zwanzig Kilometer südwestlich von Chojna liegt an der deutsch-polnischen Grenze, die hier durch die Oder gebildet wird, der Ort Hohenwutzen; die Entfernung nach Schwedt/Oder im Nordwesten beträgt etwa 18 Kilometer.

## Geschichte

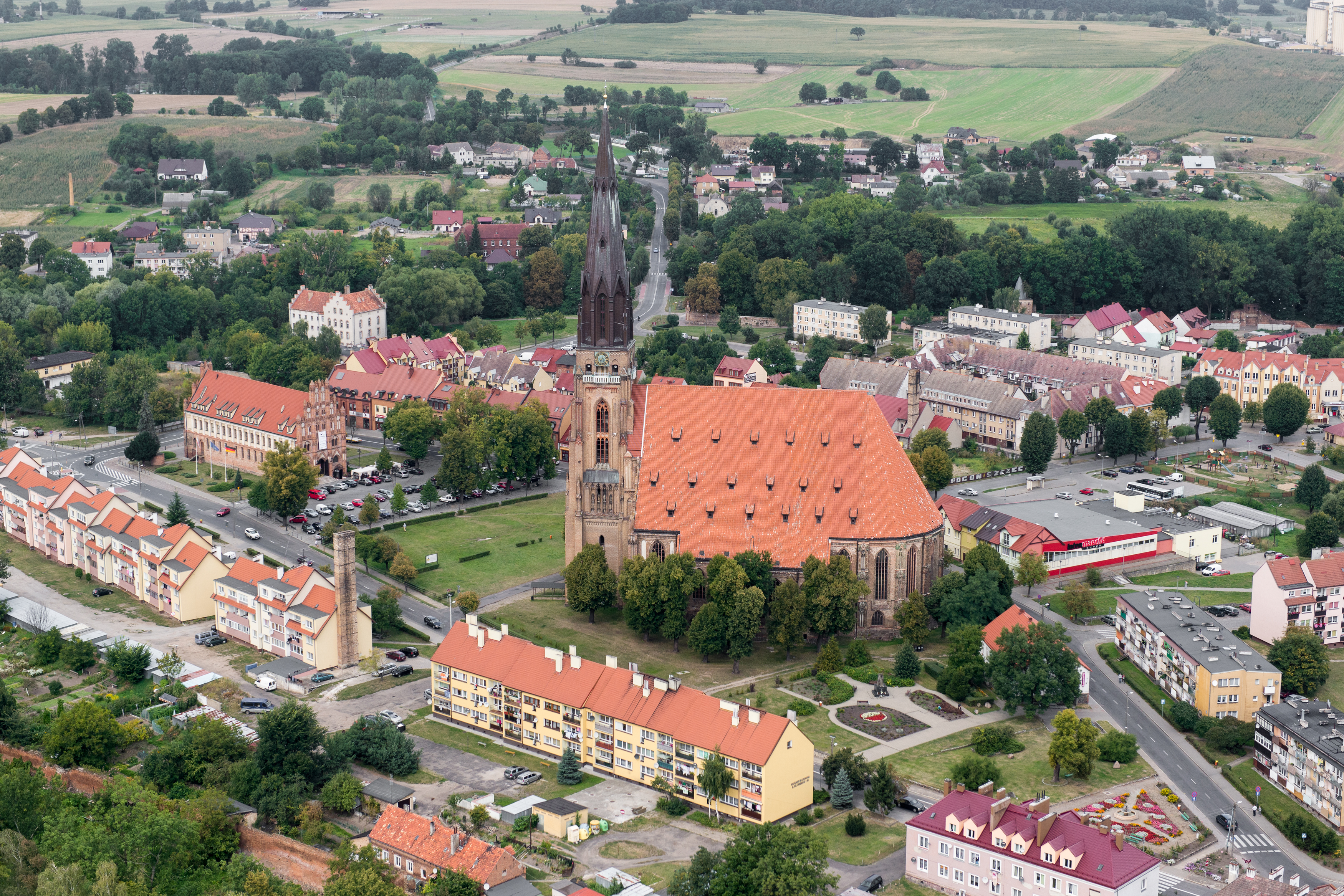
Altstadt mit Marienkirche

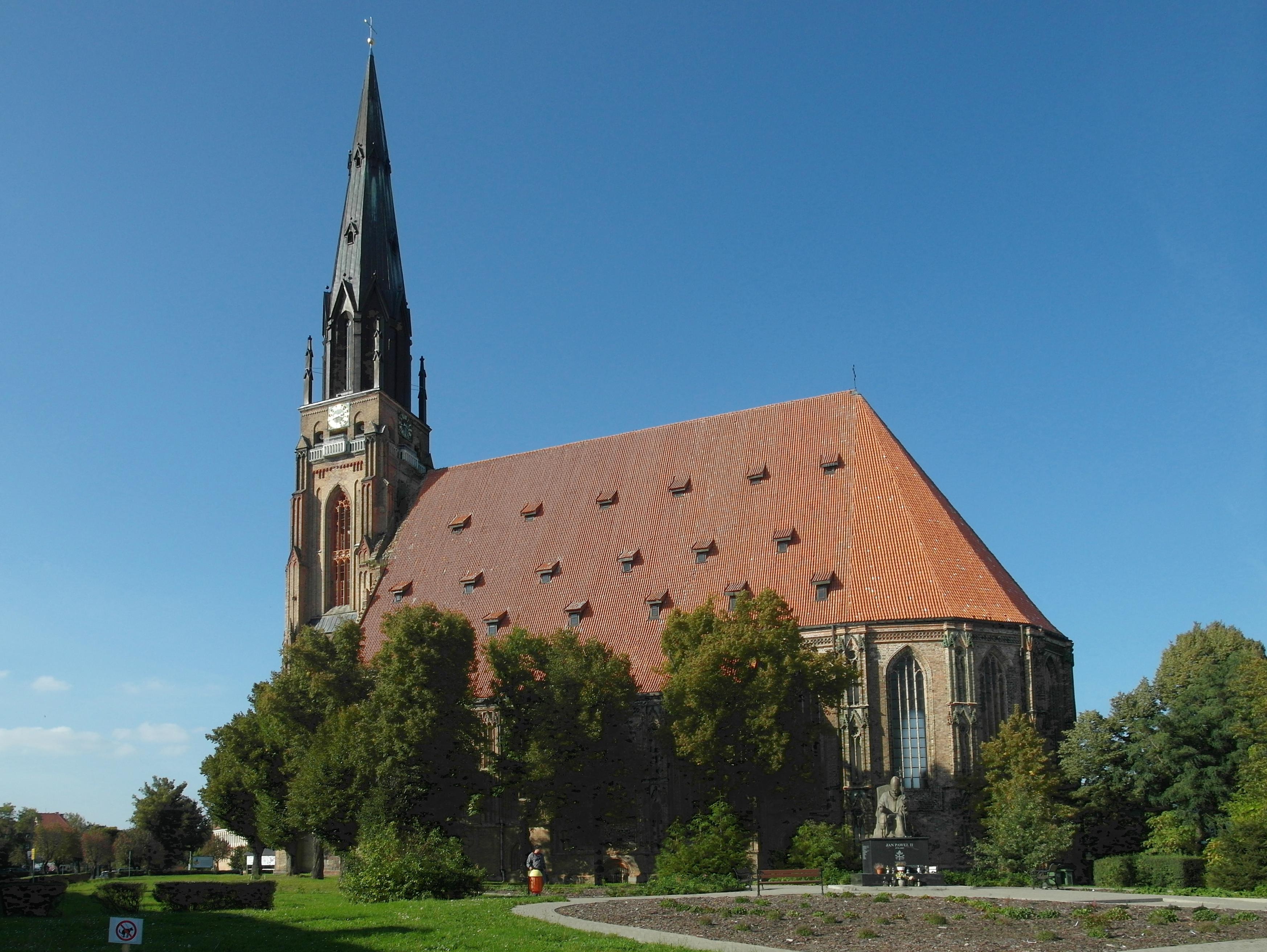
Marienkirche

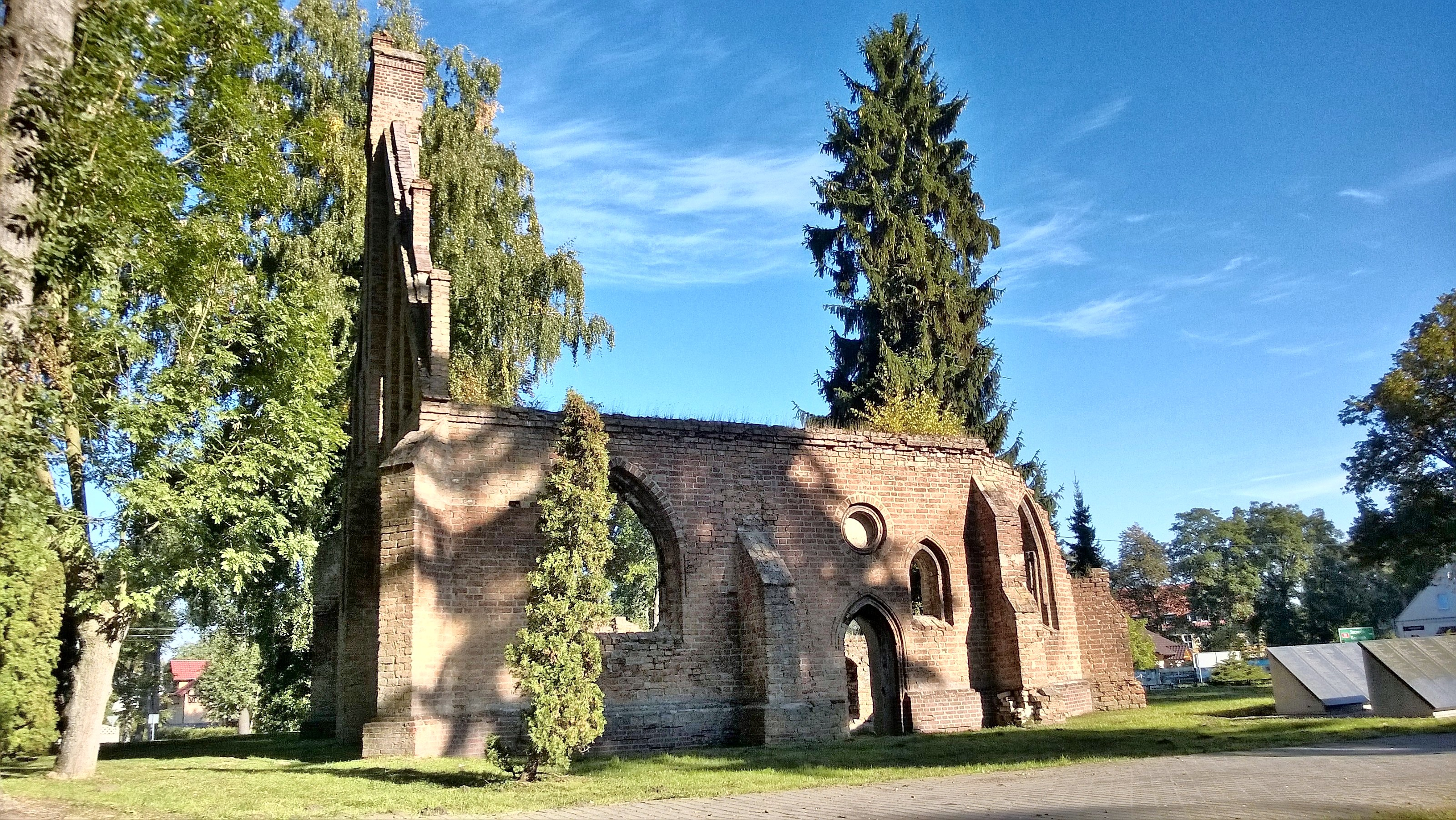
Ruine der Gertrudenkapelle

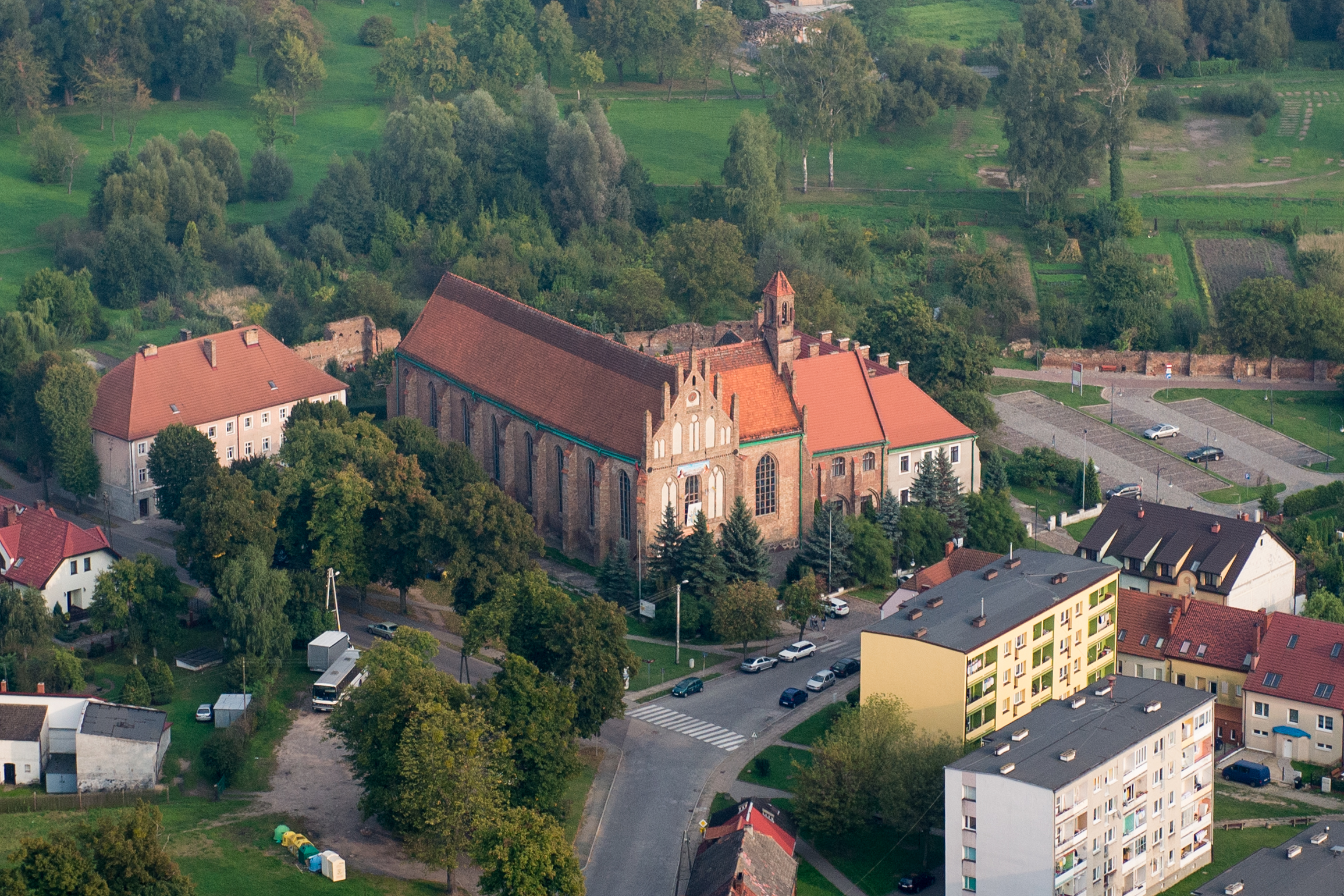
Dreifaltigkeitskirche und ehemaliges Augustinerkloster

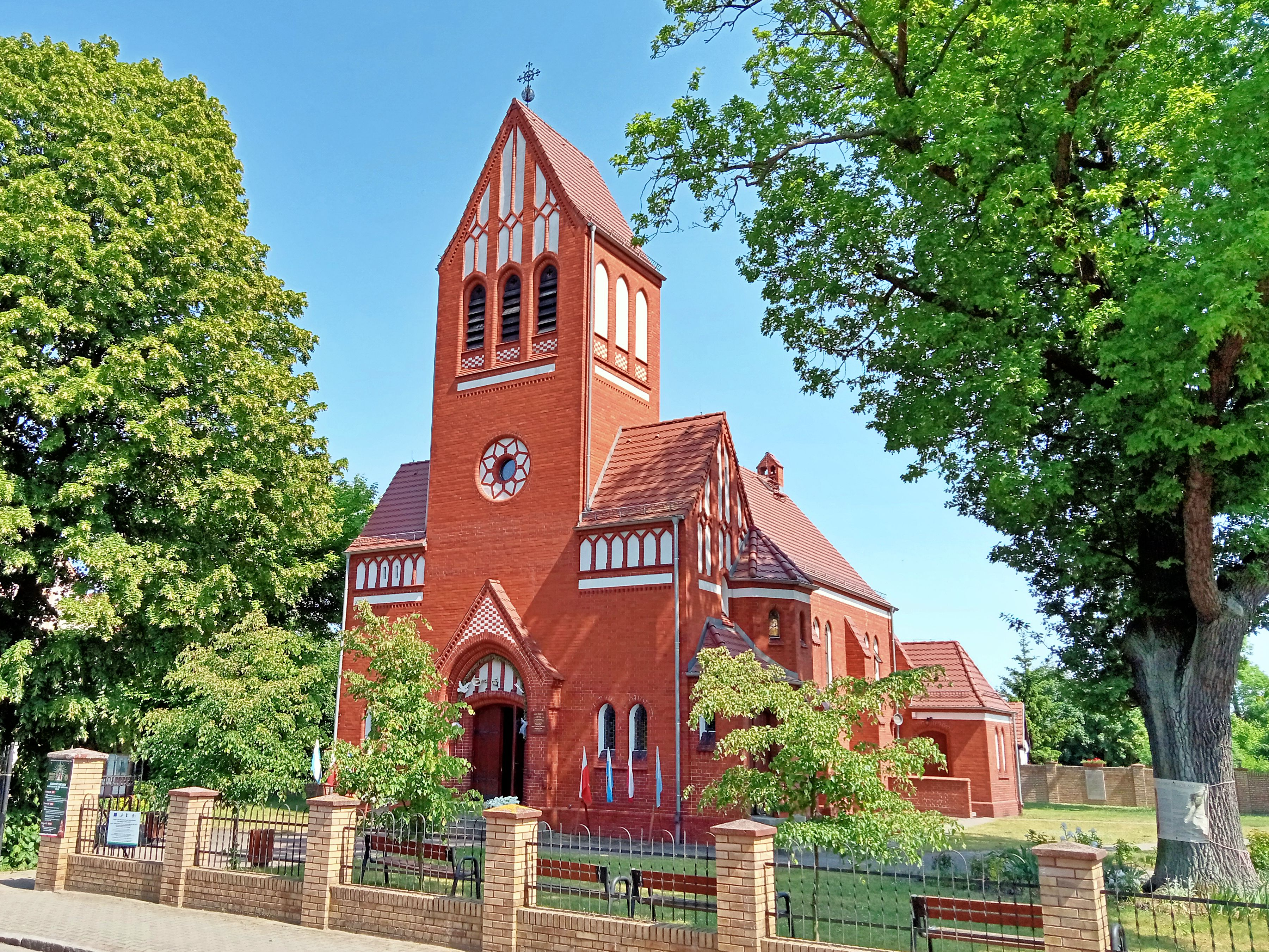
Herz-Jesu-Kirche

### 10. bis 12. Jahrhundert
Vom 10. bis 12. Jahrhundert existierte hier eine frühslawische Burg, vermutlich mit einem Markt. Verkehrsgünstig gelegen entwickelte sich der wechselweise zu den großpolnischen Fürstentümern oder den pommerschen Piastenherzogtümern gehörende Ort schnell. Nach 1200 soll dem Ort durch Herzog Barnim I. das Magdeburger Stadtrecht verliehen worden sein.

### Brandenburgische Zeit
Der Name „Konigesberge“ wurde 1244 zum ersten Mal erwähnt. Um 1255 soll der böhmische König Ottokar II. zusammen mit Markgraf Otto von Brandenburg, seinem Marschall, und einem großen Heer aus Elbing in die Region gekommen sein. Nach Überlassung der „terra Konigesberge“ 1267 durch die Bischöfe von Brandenburg an die Markgrafen von Brandenburg erhielt die Stadt Konigesberge die Marktrechte und die Gerichtsbarkeit, sie wurde zeitweise Hauptort der Neumark. Die Pfarrkirche St. Marien wurde bereits 1282 erwähnt. 1290 wurde ein Augustiner-Kloster gestiftet. Von 1310 bis 1329 erlebte die Stadt durch den Getreidehandel einen wirtschaftlichen Aufschwung, ihr wurden die Marktprivilegien verliehen, und 1320 erfolgte der Bau des Rathauses. Von den Bürgermeistern und Ratsmitgliedern, die im 14. und 15. Jahrhundert in der Stadt gedient haben, sind seit 1312 viele namentlich bekannt.
Die Waren wurden über die Flüsse Röhricke und Oder verschifft. Im 13. und 14. Jahrhundert erhielt Königsberg in der Neumark eine Stadtmauer mit drei Stadttoren (Schwedter Tor, Bernikower Tor und das im 19. Jahrhundert abgerissene Vierradener Tor) und mehreren Wehrtürmen. Während der Zeit der Großen Pest (1347–1350) soll Markgraf Ludwig von Brandenburg seinem Statthalter den Auftrag erteilt haben, sämtliche Juden von Königsberg in der Neumark zu verbrennen, und der Statthalter soll den Vollzug des Pogroms bestätigt haben.
Von 1402 bis 1454 gehörte Königsberg in der Neumark zum Ordensstaat des deutschen Ritterordens, danach wieder zu Brandenburg. Ebenfalls in dieser Zeit wurde anstelle einer Feldsteinkirche die St.-Marien-Kirche und etwa um 1410 ein neues Rathaus erbaut. Beide Bauwerke gehören zu den bedeutendsten Bauwerken der Gotik in der Neumark.
Beim Einfall der Hussiten 1433 hielt die Stadt einer kurzen Belagerung stand. Im 15. Jahrhundert erlebte sie eine neue wirtschaftliche Blüte. Im 16. und 17. Jahrhundert wurde sie dreimal von der Pest heimgesucht, der jeweils ein großer Teil der Bevölkerung zum Opfer fiel.
In der Stadt befanden sich im Mittelalter eine Reihe von Kirchen: Die Marienkirche, St. Nicolai, die Augustiner-Klosterkirche und die Hospitalkirchen zum Heiligen Geist, St. Georg und St. Gertrud. Die Reformation wurde von 1539 bis 1553 schrittweise eingeführt, das Kloster aufgelöst. In den Gebäuden waren ab 1536 ein Spital und eine Schule untergebracht, die Klosterkirche (Dreifaltigkeitskirche) wurde als Lagerhaus genutzt.
Im Dreißigjährigen Krieg wurde Königsberg in der Neumark von Wallensteins und Gustav Adolfs Truppen besetzt, die Stadt im Laufe des Krieges zu 52 Prozent zerstört. Der Turm der St.-Marien-Kirche brannte 1682 durch Blitzschlag nieder und wurde bis 1692 wieder aufgebaut. 1714 wurde eine neue barocke Kanzel und 1734 die große Wagner-Orgel eingebaut.
Seit 1700 erfolgte eine wirtschaftliche Belebung, 1759, im Siebenjährigen Krieg, wurde die Stadt Sitz der neumärkischen Regierung. 1767 wurden das Schwedter und das Bernikower Tor teilweise abgebrochen und die Steine zum Bau einer Kaserne am Kloster verwandt. Königsbergs Haupterwerbszweig war der Ackerbau, daneben gab es Baumwollwebereien, die aber ihren Niedergang um 1840 in der Industrialisierung fanden. Seit 1809 war Königsberg in der Neumark Sitz der Kreisverwaltung des Kreises Königsberg Nm. Seit 1820 setzte ein starker Verfall der ehemaligen Klostergebäude ein. 1877 wurde die Stadt an die Bahnstrecke Breslau–Stettin der Breslau-Schweidnitz-Freiburger Eisenbahn angeschlossen und blühte auf. Sie war neben der Peitschenriemenindustrie für einen weiten Umkreis Schul- und Verwaltungsstadt. Zu Beginn des 20. Jahrhunderts hatte Königsberg in der Neumark eine evangelische gotische Kirche aus dem 13. Jahrhundert, eine Synagoge, ein ehemaliges Augustinerkloster aus dem 14. Jahrhundert, ein gotisches Rathaus, ein Gymnasium, ein evangelisches Schullehrerseminar und eine landwirtschaftliche und gärtnerische Lehranstalt mit Wiesenbauschule.
Seit 1849 bestanden in Preußen Kreisgerichte. Das Kreisgericht Königsberg Nm. war dem Appellationsgericht Frankfurt a. d. Oder nachgeordnet. Im Rahmen der Reichsjustizgesetze wurden diese Gerichte 1879 aufgehoben. Von 1879 bis 1945 bestand stattdessen das Amtsgericht Königsberg in der Neumark.
Im Jahr 1939 richtete die deutsche Luftwaffe vor den Toren der Stadt den Fliegerhorst Königsberg-Neumark ein.
Am Ende des Zweiten Weltkriegs wurde die Stadt bei den Kämpfen im Januar 1945 von der Front überrollt. Am 2. Februar 1945 wurde der Bürgermeister von Königsberg in der Neumark, Kurt Flöter, der die Stadt ohne Räumungsbefehl verlassen hatte, in Schwedt a./Oder von einem SS-Standgericht unter Vorsitz des SS-Führers Otto Skorzeny zum Tode durch Erhängen verurteilt. Die Rote Armee, die Königsberg am 4. Februar 1945 nahezu kampflos besetzt hatte, brannte am 16. Februar die gesamte Innenstadt mit der Marienkirche und dem Rathaus nieder. Königsberg war zu 75 Prozent zerstört.

### Seit 1945
Noch vor Kriegsende unterstellte die Rote Armee die eroberte Stadt der Verwaltung der Volksrepublik Polen. Es folgte ab Juli 1945 die Vertreibung der grenznahen Bevölkerung aus der Neumark, verbunden mit einer zögernden Besiedlung durch Polen. Königsberg wurde zunächst in Władysławsko umbenannt. Durch Verordnung des Ministers für Nationale Verteidigung vom 21. August 1945 wurde die Stadt erneut umbenannt: in Królewiec bzw. Królewiec nad Odrą. Der Zusatz nad Odrą wurde offenbar hinzugefügt, um Verwechslungen mit der Stadt Königsberg (Preußen), die auf Polnisch Królewiec heißt, zu vermeiden. Aus gleichem Grunde könnte auch die Umbenennung zum 7. Mai 1946 per Gesetz in Chojna nad Odrą erfolgt sein.

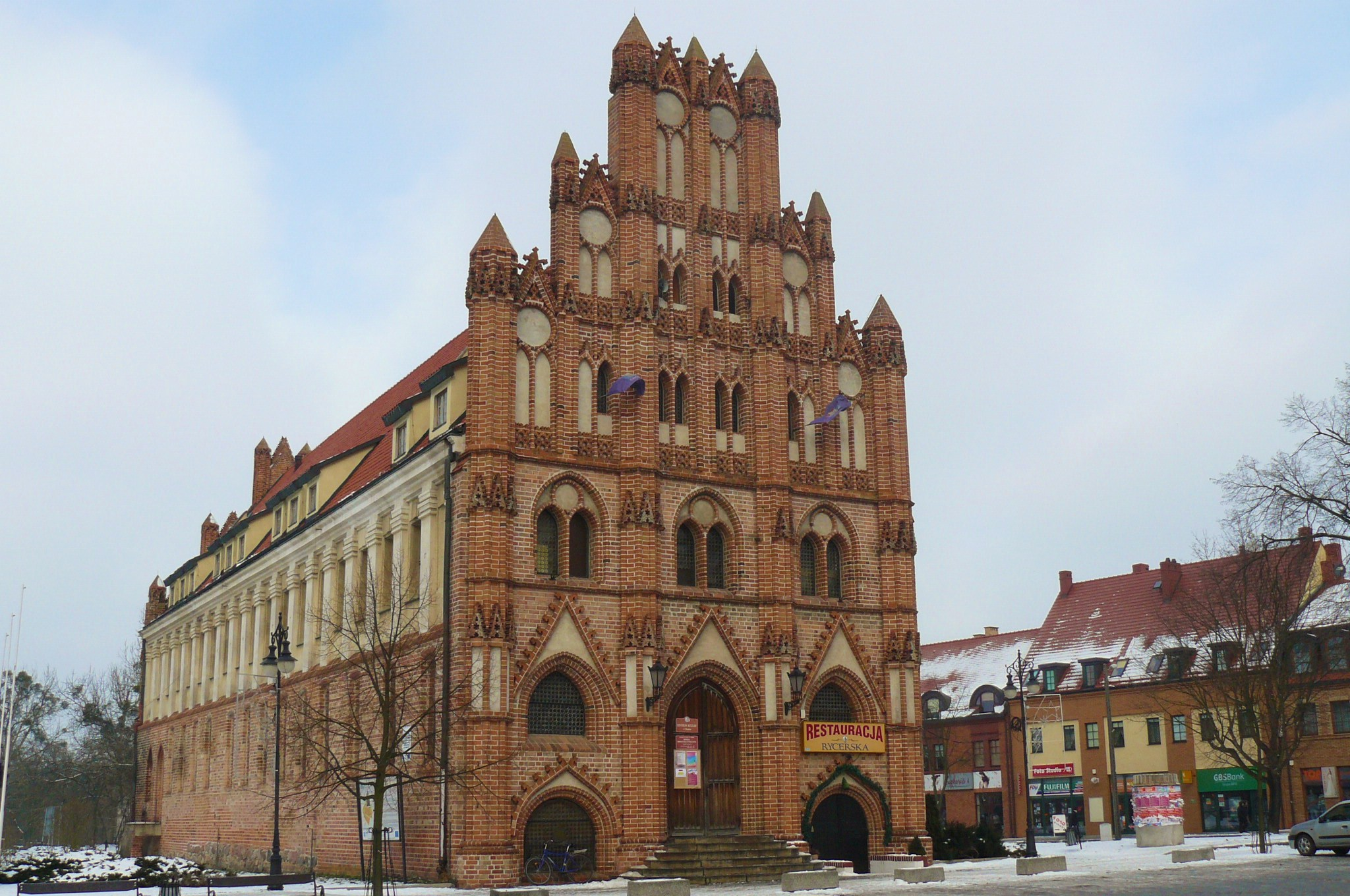
Kulturzentrum, ehemaliges Rathaus

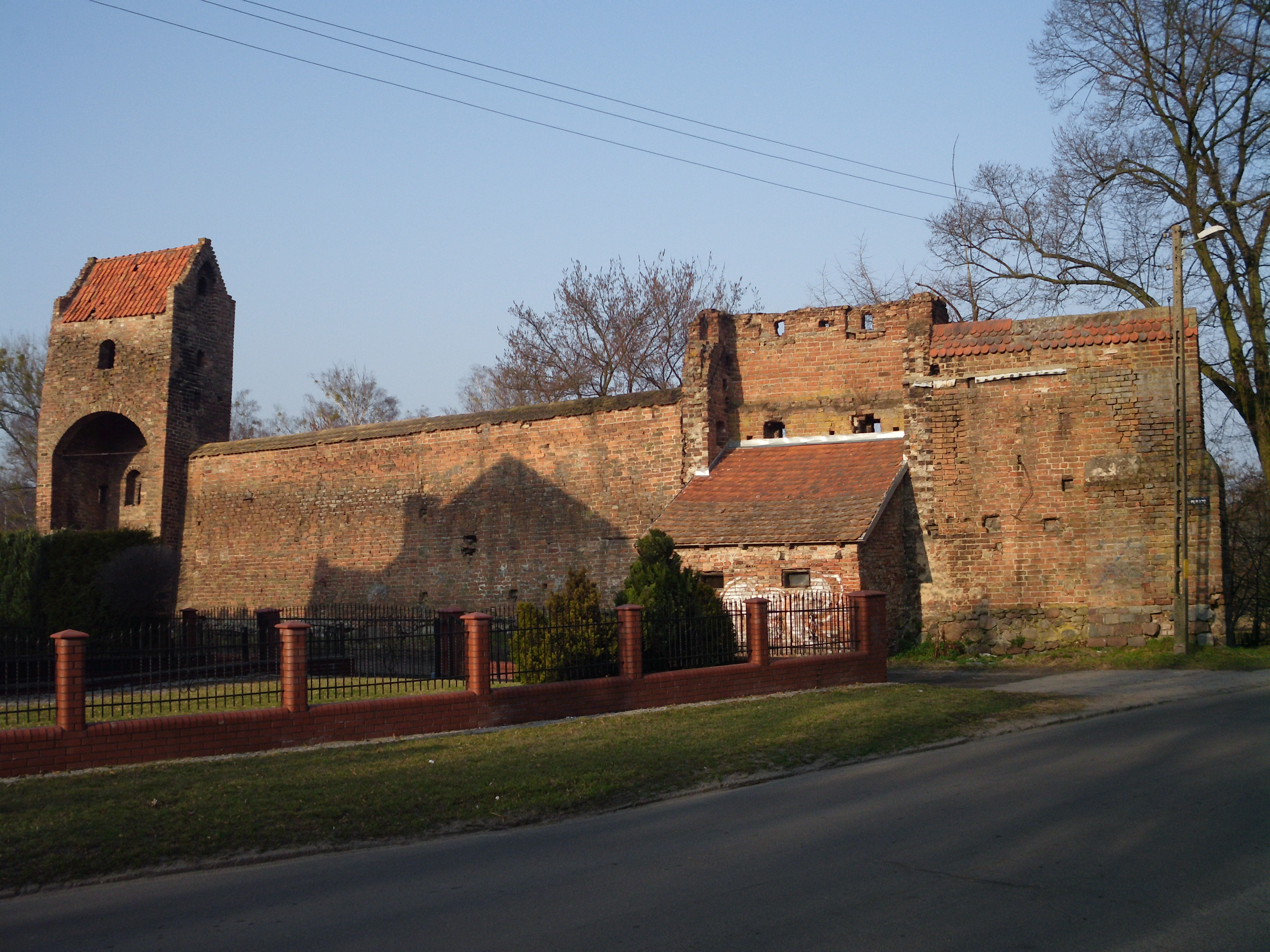
Stadtmauer

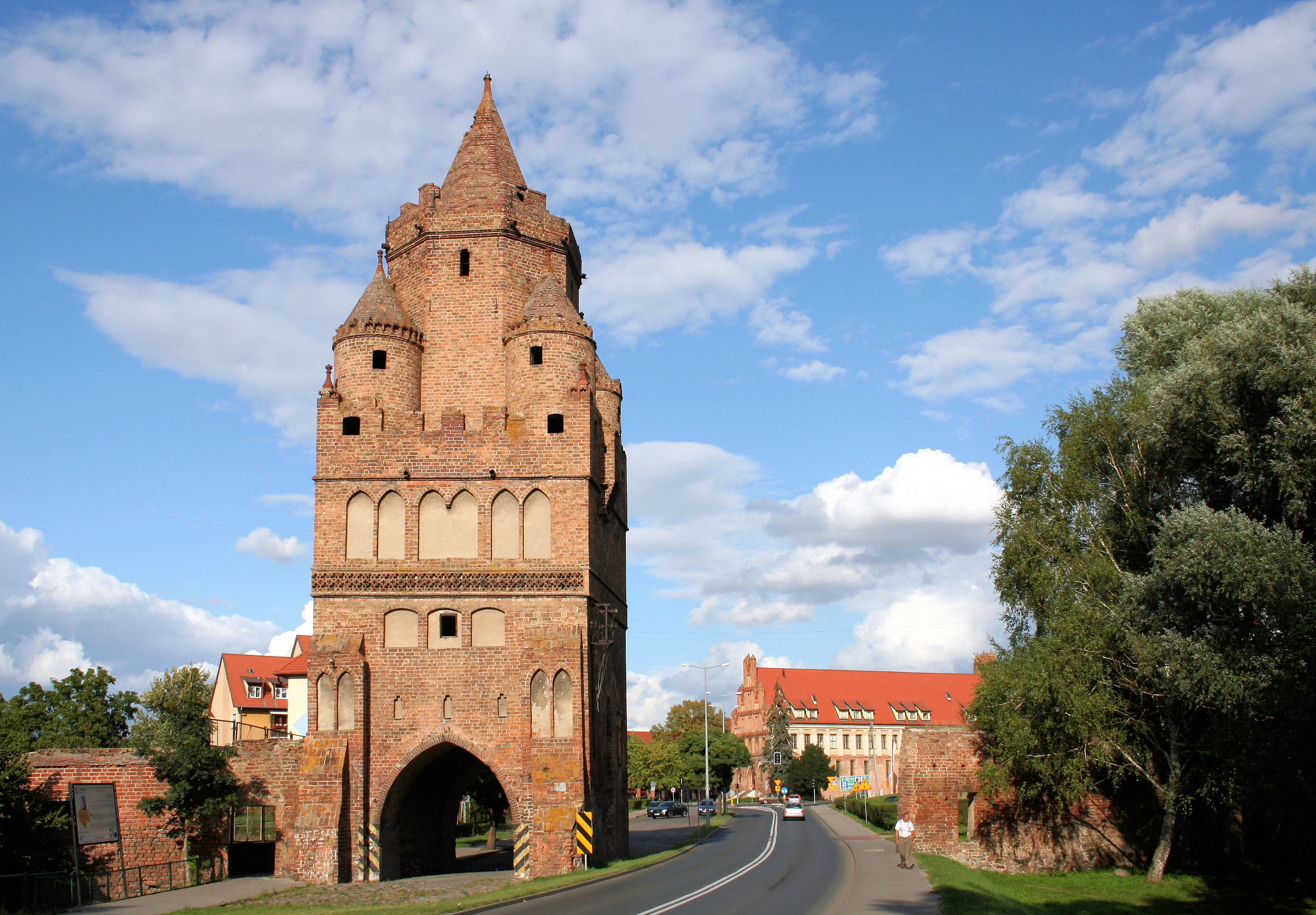
Schwedter Tor

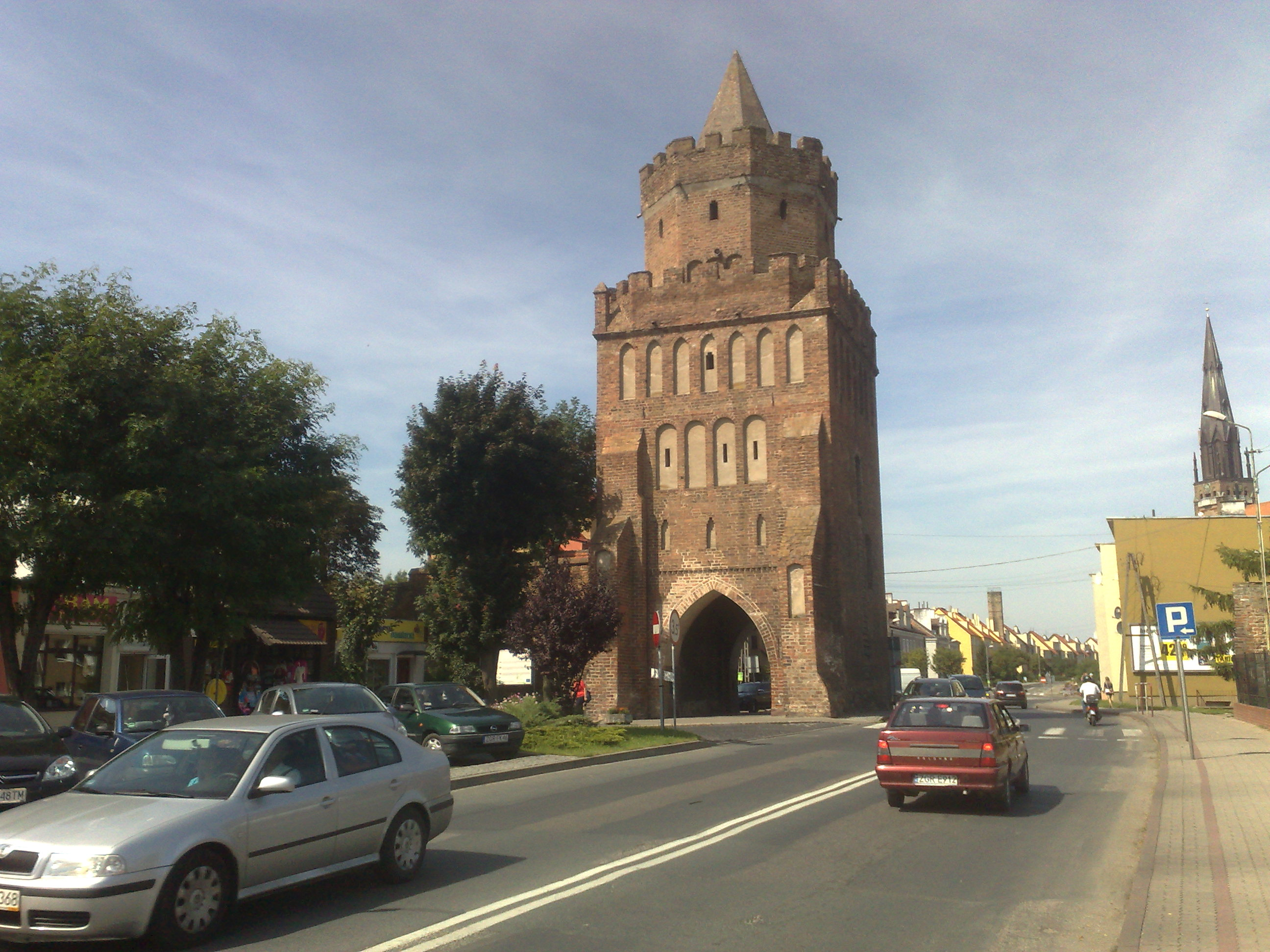
Bernikower Tor

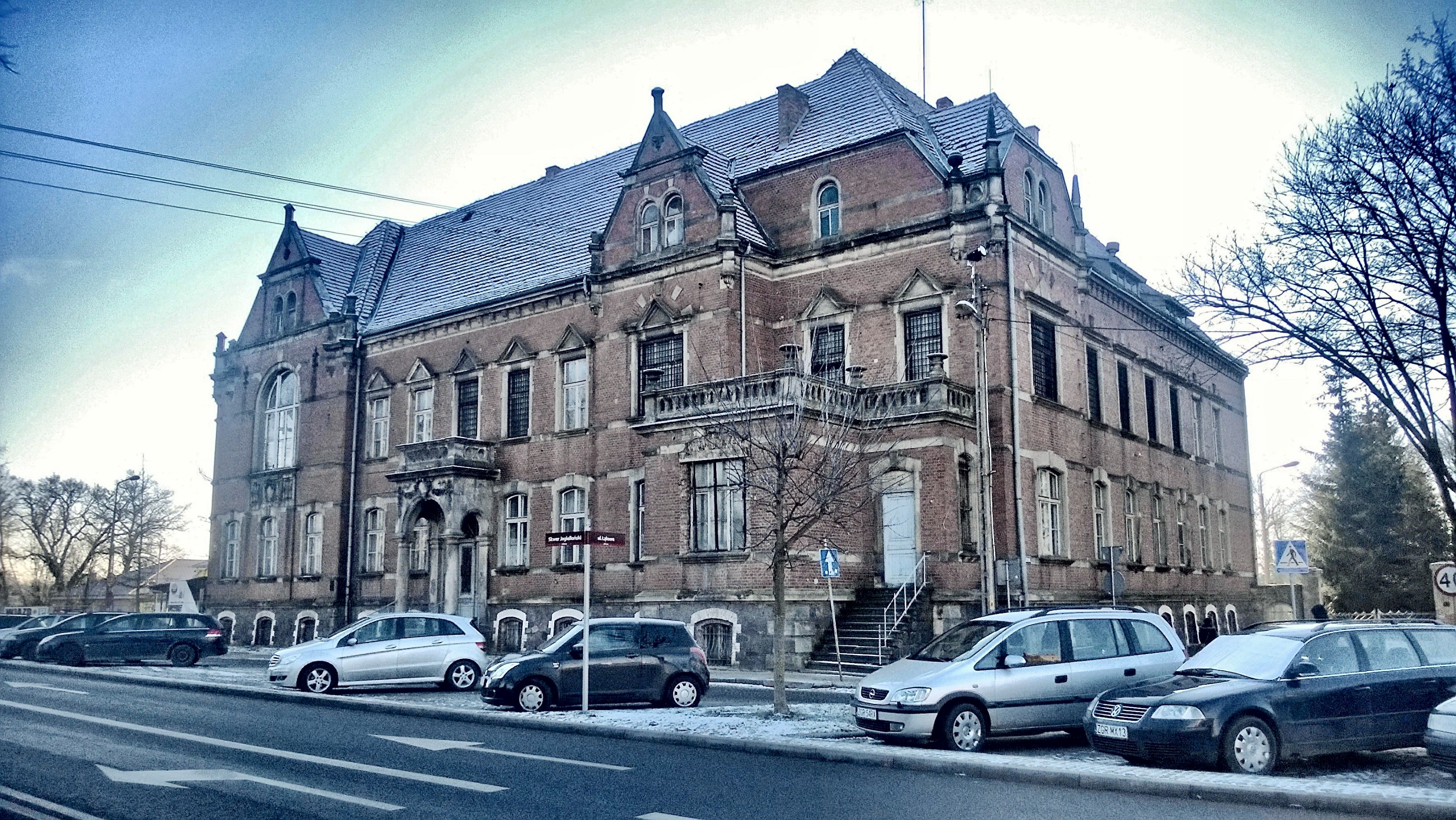
Ehemaliges Landratsamt

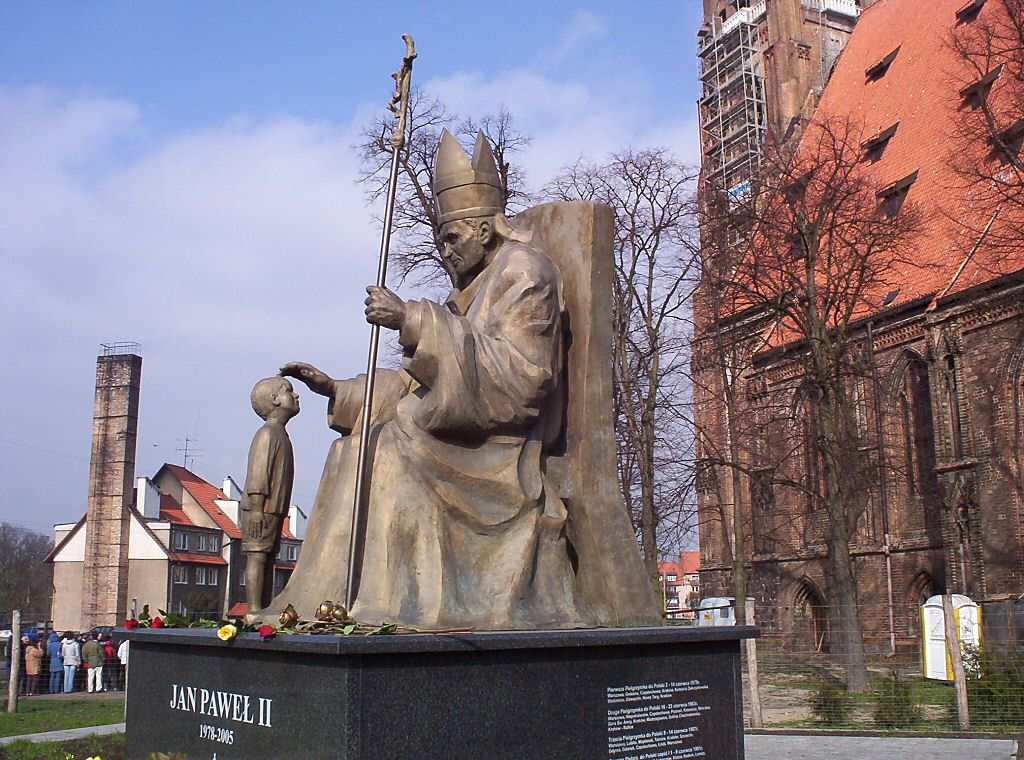
Johannes Paul II. – Denkmal

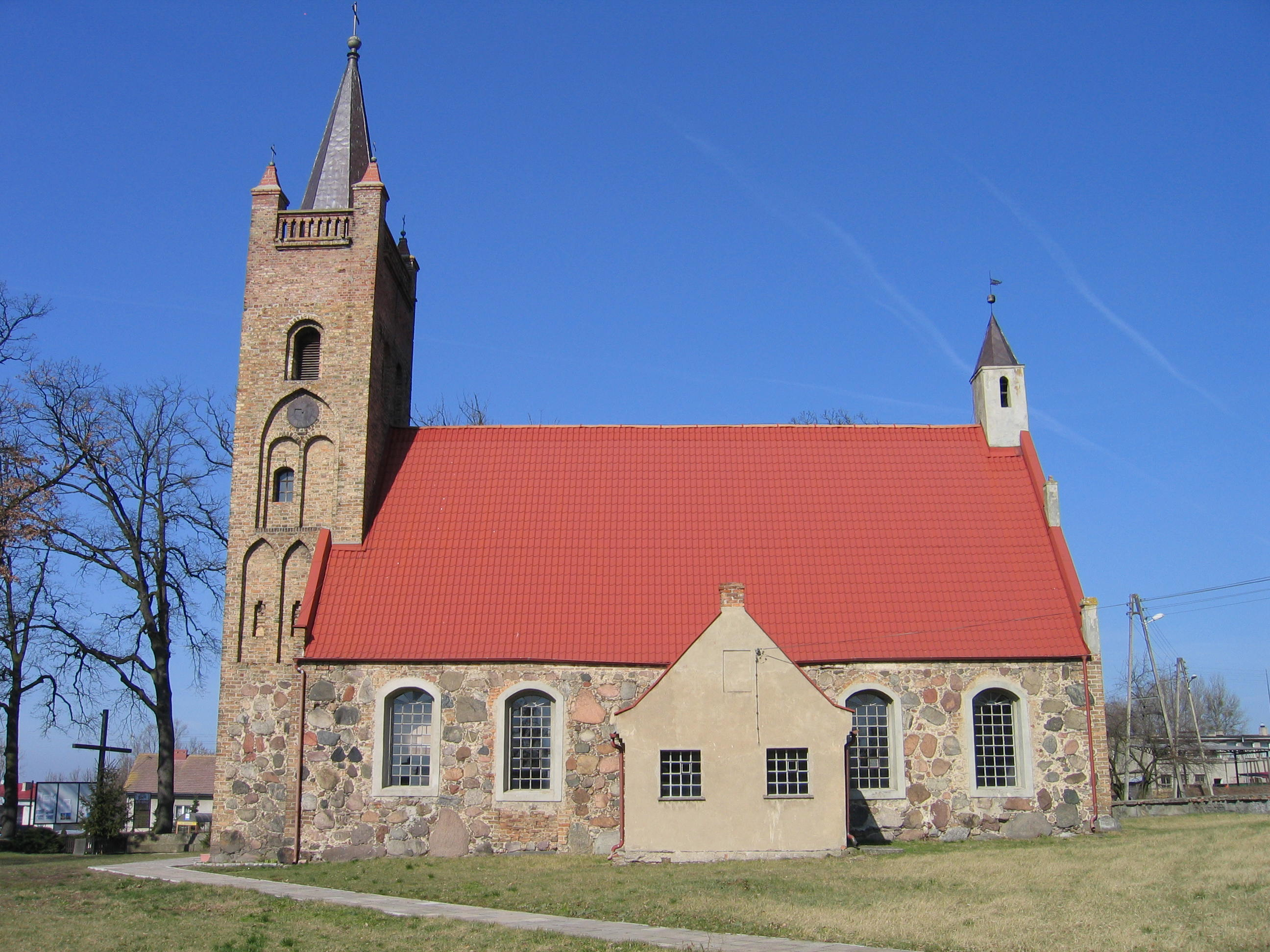
St.-Markus-Kirche in Barnkowo

Das alte, bis auf die Grundmauern zerstörte Rathaus wurde von 1977 bis 1986 als Kulturzentrum, Stadtbibliothek und Gaststätte wieder aufgebaut. Ebenso erfolgte der Wiederaufbau des Klosters. Zurzeit wird der Marktplatz neu bebaut.
Seit 1994 wird die kriegszerstörte St.-Marien-Kirche als europäisches Projekt in deutsch-polnischer Zusammenarbeit wiederaufgebaut.
Nach dem Tod Johannes Pauls II. wurde neben der Marienkirche sein Denkmal eingeweiht.

### Demographie
| Jahr | Einwohner | Anmerkungen                                                          |
| ---- | --------- | -------------------------------------------------------------------- |
| 1719 | 1371      | [ 13 ]                                                               |
| 1750 | 2210      | [ 14 ]                                                               |
| 1801 | 3249      | Zivilisten und 746 vom Militär, davon 195 Juden                      |
| 1850 | 5292      | und sieben vom Militär, davon 30 Katholiken und 117 Juden            |
| 1867 | 6102      | am 3. Dezember                                                       |
| 1871 | 5336      | am 1. Dezember, davon 5134 Evangelische, 84 Katholiken und 117 Juden |
| 1875 | 6350      | [ 17 ]                                                               |
| 1880 | 6568      | [ 17 ]                                                               |
| 1890 | 5864      | davon 84 Katholiken und 122 Juden                                    |
| 1900 | 5932      | meist Evangelische                                                   |
| 1910 | 6120      | am 1. Dezember                                                       |
| 1933 | 6276      | [ 17 ]                                                               |
| 1939 | 6756      | [ 17 ]                                                               |

| Jahr | Einwohner | Anmerkungen |
| ---- | --------- | ----------- |
| 2011 | 7378      |             |

## Ortsteile
- Barnkowo, ehemals Bernickow, 1270 erstmals erwähnt, vor dem Bernickower Tor gelegen[20]

Die Gmina Chojna umfasst als Landgemeinde zahlreiche weitere Orte.

## Kultur und Sehenswürdigkeiten
- Das alte Rathaus der Stadt wurde im Stil der Backsteingotik um 1400 von dem Baumeister Hinrich Brunsberg errichtet. Es wurde gegen Ende des Zweiten Weltkrieges im Februar 1945 zerstört und bis 1986 als Kulturzentrum rekonstruiert.
- Die von 1539 bis 1945 evangelische St.-Marien-Kirche wurde ab 1389 von Baumeister Brunsberg im gotischen Stil errichtet. Der 102 Meter hohe neugotische Turm wurde von 1854 bis 1861 von dem Berliner Architekten Friedrich August Stüler erbaut. Nach Zerstörung im Zweiten Weltkrieg wurde die Kirche seit 1994 in deutsch-polnischer Zusammenarbeit wiederaufgebaut. 1997 wurde das Dach des Kirchenschiffes gedeckt und 2003 der Helm des Turmes wiederhergestellt.[21]
- Dreifaltigkeitskirche und ehemaliges Augustinerkloster von 1290, teilweiser Wiederaufbau nach 1945.
- Reste der Stadtmauer aus dem 13. und 14. Jahrhundert mit den Schwedter Tor und Bernikower Tor (heute Jugendheim).
- Ruine der gotischen Gertrudenkapelle.
- Herz-Jesu-Kirche, neugotischer Backsteinbau von 1913[22]
- Denkmal von Papst Johannes Paul II. bei der Marienkirche nach 2005.
- Dorfkirche in der Siedlung Barnkowo (Bernickow) aus dem 14. Jahrhundert, neugotischer Turm aus dem 19. Jahrhundert
- Tal der Liebe (Dolina miłości) im nahegelegenen Zatoń Dolina (Nieder Saathen), Parkanlage aus dem 19. Jahrhundert, wiederhergestellt

## Persönlichkeiten

### Söhne und Töchter der Stadt
- Lorenz Wydeman (um 1517–1590), 1560–1562 erster Rektor des Gymnasiums St. Katharinen in Stralsund
- Zacharias Fridenreich (um 1573– um 1645), Jurist, Staatsrechtler und Diplomat
- Jacob Burgmann (1659–1724), lutherischer Theologe und Professor in Rostock
- Joachim Friedrich Schmidt (1670–1724), lutherischer Theologe und Generalsuperintendent in Pommern
- Johann Friedrich Berwald (1711–1789), Musiker (Querflötist)
- Karl Theophil Döbbelin (1727–1793), Theaterdirektor und Schauspieler
- Otto Friedrich Butendach (1730–1798), evangelisch-reformierter Theologe
- Karl Friedrich Albrecht von Loeben (1730–1788), Major
- Carl Friedrich von Beyme (1765–1838), Jurist und Politiker, u. a. preußischer Außen- und Justizminister
- Carl von Rohr (1792–1869), Landrat
- August Haake (1793–1864), Theaterschauspieler
- Ernst Heinrich Zober (1799–1869), Historiker, Pädagoge und Bibliothekar, Gymnasiallehrer an St. Katharinen in Stralsund
- Julius Rudolf von der Osten (1801–1861), Verwaltungsbeamter
- Adalbert Kuhn (1812–1881), Indogermanist und Mythologe, Direktor des Köllnischen Gymnasiums zu Berlin
- Otto Haupt (1824–1899), Schuldirektor, Leiter der Kaiserin-Auguste-Viktoria-Schule in Stettin
- Allwiel von Sommerfeld und Falkenhayn (1824–1905), preußischer Generalleutnant und Kommandeur einer Infanterie-Brigade
- Alexander Schmidt (1827–1899), Richter und Parlamentarier
- Richard von Doemming (1845–1905), preußischer Landrat
- Fritz Käpernick (1857–1887), Läufer
- Konrad Kraehe (1868–1943), General
- Fritz Harney (1879–1953), Industrieller
- Hermann Scheffler (1893–1933), Funktionär der KPD in Berlin
- Hartmut Pulmer (1908–1978), Jurist
- Edward Walter (1925–1984), Mathematiker, Hochschullehrer und Sachbuchautor
- Kurd Alsleben (1928–2019), Künstler
- Wolf-Dieter Hütteroth (1930–2010), Geograph und Hochschullehrer
- Ernst Marow (1934–2018), Kunstmaler und Graphiker
- Anne Reichert (1935–2022), Experimentalarchäologin und Archäotechnikerin

### Persönlichkeiten, die in der Stadt gewirkt haben
- Petrus Praetorius (1528–1588), evangelischer Superintendent 1556–1564, errichtete Spital und Schule
- Augustin(us) Kehrberg (1668–1734), Subrektor und Verfasser einer Chronik und von Liedern
- Eduard Keetmann (1840–1910), Schuldirektor

## Städtepartnerschaften
Die Stadt ist Mitglied der europäischen Städtevereinigung Douzelage und außerdem seit 1994 mit Schwedt/Oder verpartnert.